# Red (album Communards)
Red – trzecia płyta długogrająca duetu The Communards – Jimmy Somerville i Richard Coles wydana w 1987 r. Wydana została w Wielkiej Brytanii przez London Records Ltd. na czarnym krążku 12”, 33⅓ stereo (Holandia) i na CD (Wielka Brytania i Niemcy). Numer katalogowy płyty w rejestrze wytwórni: 828 066-1.
Album posiada dedykację: Mark Ashton 1961-1987 „...it is better to die on your feet than to live on your knees...” ('La Pasionaria').

## Lista utworów
Strona 1.
1. Tomorrow (4:50), muzyka i słowa Jimmy Somerville i Richard Coles
2. T.M.T.♥.T.B.M.G.[3] (4:36), muzyka i słowa Jimmy Somerville i Richard Coles
3. Matter of Opinion (4:26), muzyka i słowa Jimmy Somerville i Richard Coles
4. Victims (4:30), muzyka i słowa Jimmy Somerville i Richard Coles
5. For a Friend (5:00), muzyka i słowa Jimmy Somerville i Richard Coles

Strona 2.
1. Never Can Say Goodbye (4:45), muzyka i słowa Clifton Davis
2. Lovers and Friends (4:11), muzyka i słowa Richard Coles
3. Hold On Tight (4:47), muzyka i słowa Jimmy Somerville i Richard Coles
4. If I Could Tell You (4:13), muzyka Jimmy Somerville, słowa Wystan Hugh Auden
5. C Minor (5:06), muzyka i słowa Jimmy Somerville i Richard Coles

## Wykonawcy
- Jimmy Somerville – wokal, chórki, programowanie
- Richard Coles – fortepian, instrumenty klawiszowe, organy, programowanie

Muzycy sesyjni:
- Kik Horns – horns arranged and played
- Simon Clarke – saksofon barytonowy i altowy
- Roddy Lorimer – trąbka
- Tim Saunders – saksofon tenorowy
- Annie Whitehead – puzon
- Steve Sidwell – trąbka

Partie smyczkowe aranżowane i dyrygowane przez Richarda Colesa:
- Sally Herbert – skrzypce
- Anne Stephenson – skrzypce
- Jocelyn Pook – skrzypce
- Audrey Riley – wiolonczela

Produkcja:
- Stephen Hague utwory 1.1, 1.2, 1.4, 1.5, 2.1, 2.3
- The Communards utwory 1.3, 2.2, 2.4, 2.5
- Alvin Ckark – asystent producenta
- David Jacob – obsługa techniczna

## Okładka
Płytę wydano w skromnej oprawie: biała okładka z czarną ramką i tłoczonym, dużym stylizowanym napisem Red w czerwonym kolorze ze złotymi obwódkami. Pod tytułem nazwa i tłoczone logo duetu. Design okładki opisany jako „DKB”. Koperta płyty również z czarną obwódką: na awersie fotografia Somerville'a i Colesa (autor Simon Fowler), na rewersie na czerwonym tle teksty piosenek oraz stopka z informacjami o wykonawcach i producentach. W wersji sprzedawanej w USA okładka płyty ma czerwony kolor i białe litery.

## Recenzje i popularność
Album osiągnął w 1987 r. 4. miejsce na brytyjskich (UK Albums Chart) i 93. na amerykańskich (Billboard 200) listach przebojów.